# ND Primorje
ND Primorje is een Sloveense voetbalclub uit Ajdovščina die zijn thuiswedstrijden speelt in het Ajdovščina Stadium, dat plaats biedt aan meer dan 1.600 toeschouwers.

## Geschiedenis
De club werd in 2011 opgericht nadat de voorganger NK Primorje wegens financiële redenen geen licentie meer verkreeg van de Sloveense voetbalbond.
De club fuseerde voor aanvang van het seizoen 2012/13 met ŠD Škou en ging verder onder de naam DNŠ Ajdovščina.
In dat eerste seizoen werd promotie bemachtigd naar de 3. SNL nadat de club zijn amateurdivisie winnend had afgesloten.
In 2018 nam de club de huidige naam ND Primorje aan en speelt in dezelfde clubkleuren als zijn voorganger NK Primorje. Na meerdere jaren op het tweede niveau actief te zijn geweest werd in het seizoen 2023/24 voor het eerst promotie bemachtigd naar het hoogste niveau, de 1. SNL  nadat de club kampioen werd.

## Erelijst
2. SNL
Kampioen: 2023/24
3. SNL
Kampioen 2014/15
Bravo · 
Celje · 
Domžale · 
Koper ·
Maribor · 
Nafta · 
Mura · 
Olimpija Ljubljana · 
Primorje · 
Radomlje ·